# 美国破产法第七章
美國破产法第7章（英語：Chapter 7, Title 11 of the U.S. Code）標題11中管辖的是美國破產法中清算的过程。（相比之下，第11章及第13支配破产债务人的重组过程。）

## 介绍
根据破产法第7章进行的清算案件是最常见的破产形式。 债务人或债权人都可申请启动第7章破产法程序。破产程序启动后，债权人的追债行动將被禁止。
根据破产法第7章进行的清算案件是最常见的破产形式。 申请第七章破产后，法院在清算案件中任命破产管理人 (trustee)。美国各州都允许债务人保留其必要的财产（既豁免财产）。破产管理人将收集债务人的非豁免财产，将其出售并将收益分配给债权人。 第7章案件结束时，可免除和未偿还的债务都会被抹去。破产记录会在破产人的信用报告中存留10年。
个人的第七章破产案通常是“无资产”案，意味着破产人的产业（bankrupt estate）没有任何非豁免资产，债权人也无法获得任何资金。 2005年起，随着《2005 年防止滥用破产和消费者保护法》 （BAPCPA）的通过，破产法经历大修。修法后，一般的个人债务人发起破产更加困难，特别是根据第7章做出的破产申请。
BAPCPA 的拥护者称，通过该法律将减少信用卡公司等债权人的损失。此类债权人减少损失后，会给予客户较低的利率。 批评者则称，尽管该法案通过后信用卡公司的损失有所减少，但向客户收取的费用却有所增加，而信用卡公司的利润也得到了增长。
1. ↑  See generally Judith A. Fitzgerald, Arthur J. Gonzalez & Mary F. Walrath, Rutter Group Practice Guide: Bankruptcy, paragr. 10:40, at p. 10-5, The Rutter Group, a Thomson Reuters Business (2011).